# Гурамі перлинний
Гура́мі перли́нний, перло́вий або перли́стий (Trichopodus leeri) — вид лабіринтових риб. Одна з популярних акваріумних риб.

## Поширення у природі
У природі перлинні гурамі зустрічаються в Південно-Східній Азії: Таїланд, Малайський півострів, Індонезія (острови Суматра й Калімантан).
Живуть вони в неглибоких водоймах з теплою водою й густою рослинністю. Це переважно невеличкі озера, болота, спокійні затоки річок та інші стоячі або зі спокійною течією водойми, часто із замуленим дном і шаром опалого листя на ньому. Параметри води в цих водоймах такі: показник pH 6,0—8,0, твердість 5—19°dH, температура 24-28°C.
У деяких районах поширення перлинного гурамі, особливо в центральній частині Таїланду, починаючи з 1990-х років, відбувається інтенсивна рекультивація водно-болотяних угідь. Риби втрачають середовище свого існування, і їхня популяція зменшується. Подібна ситуація спостерігається в Півострівній Малайзії. Ареал перлинного гурамі поступово скорочується, що стало причиною занесення виду до категорії «Близький до загрозливого» за класифікацією Міжнародного союзу охорони природи.
Тривалість життя одного покоління в природі становить 3-5 років.

## Опис
Максимально риби сягають завдовжки 12 см, в акваріумі зазвичай не перевищують 10 см. Тіло овальної форми, доволі високе, витягнуте в довжину, сильно стиснуте з боків. Морда гостра, рот малий. У бічній лінії 44-50 лусок.
Плавці добре розвинені. Особливо виділяється великий за площею анальний плавець, спинний плавець короткий, черевні тонкі, як ниточки, і дуже довгі, являють собою своєрідні органи дотику. Спинний плавець має 5-7 твердих і 8-10 м'яких променів, анальний — 12-14 твердих і 25-30 м'яких, грудні — 9 м'яких, черевні — 1 твердий і 3-4 м'яких.
Забарвлення перлинних гурамі просто чудове. На загальному сріблясто-блідо-фіолетовому тлі переливаються перламутрові плямки, що нагадують перли (звідси й назва риб). Ці перлини вкривають майже все тіло, за виключенням голови, а ще анальний, хвостовий і спинний плавці. Від носу через очі до кореню хвостового плавця тягнеться чорна переривчаста поздовжня смуга; ближче до хвоста вона стає невиразною. Спина коричнювата.
Самці помітно більші, міцніші й стрункіші за самок, мають більші за розмірами плавці й значно інтенсивніше забарвлення. Спинний плавець, як у всіх видів роду Trichopodus, у них подовжений і загострений на кінці. Кидається в очі великий анальний плавець, довгі промені якого виходять за полотно. Горло, груди, черевні плавці, передня частина анального плавця у самців оранжеві або навіть червоні. Червоне забарвлення значно посилюється в період нересту і при збудженні, з віком воно стає виразнішим.
Самиця менша за самця, має товстіше черево. Спинний плавець у неї коротший і закруглений, а забарвлення не таке виразне, горло і груди сріблясті.

## Утримання в акваріумі
Перлинний гурамі — дуже популярний вид акваріумних риб. В Європу вперше був завезений 1933 року. Зараз торгівля пропонує переважно риб, вирощених у неволі. Риби, виловлені в дикій природі, дуже чутливі до транспортування, і тому дорогі.
Ці оригінальні ніжні й спокійні риби стануть окрасою будь-якого акваріума. Утримують їх в просторих акваріумах завдовжки не менше 50 см. Перлинні гурамі люблять тепло, температуру води слід підтримувати в межах 23-27°С. До складу води особливих вимог не виставляють, проте краще, якщо вода буде старою, м'якою (до 16°dH), торфованою, слабко кислою (рН 6,0-7,0). Важливо ретельно дотримуватись чистоти, адже вид дуже чутливий до різноманітних паразитарних та інфекційних захворювань.
Перлинні гурамі рухаються повільно, своєю поведінкою випромінюють особливу тишу. Мають мирний, навіть лякливий характер, сусідів не чіпають. Не можна тримати їх разом з активними або агресивними рибами.
Акваріум густо засаджують рослинами, залишаючи вільний простір для плавання. Рослини, що плавають на поверхні, а також темний ґрунт створюватимуть рибам затишок і водночас підкреслюватимуть їх чудове забарвлення. У той же час, перлинні гурамі повинні мати вільний доступ до поверхні води, адже вони, як і інші лабіринтові, використовують для дихання атмосферне повітря.
Годувати гурамі бажано дрібним живим кормом: мотилем, трубковиком, дрібними дафніями, циклопами. Не відмовляться вони й від сухого корму.

## Розмноження
Розведення перлинних гурамі складніше, ніж решти видів гурамі. Для цього потрібен акваріум місткістю щонайменше 20 л, проте, враховуючи високу плодючість виду, краще мати 50-60 л; рівень води не повинен перевищувати 25-35 см. Вода повинна бути старою і м'якою (до 7°dH), рН близько 7,0, температура в межах 27-32 °C. Нерестовище облаштовують так само, як і акваріум для утримання риб. Бажано помістити в нього пучок річчії. Важливо, щоб риби мали абсолютний спокій. Тому нерестовище ставлять у затишному місці й закривають оглядове скло.
Нерест парний. Рекомендується брати молодих риб, що досягли восьмимісячного віку, з яскравим забарвленням. Для кращої підготовки самця і самку протягом тижня тримають окремо й посилено годують різноманітними живими кормами. Першим в акваріум запускають самця, а через декілька годин — самку. Для стимуляції нересту 1/5-1/3 обсягу води міняють на свіжу, а температуру підвищують на 2-3 °C. У цей час годувати риб не можна, лише через 2 дні їх починають підгодовувати невеликими порціями добре промитого мотиля або трубковика (дафній і циклопів давати не рекомендується, оскільки разом з цим кормом гурамі з'їдатимуть ікру і личинок).
З наближенням нересту самець стає агресивнішим, тому його партнерка повинна мати надійні схованки. Самець будує на поверхні води гніздо з обмащених слиною бульбашок повітря й використовує при цьому шматочки річчії. Гніздо у перлинних гурамі низьке й велике за площею. Іноді нерест може статися й без гнізда. Нерест відбувається зазвичай вже на другий день і триває близько 2 годин. Ікра відкладається порціями. Кожен акт ікрометання проходить під гніздом, при цьому самець обіймає самку своїм тілом і перевертає її догори черевом. Ікринки перлових гурамі мають жирову оболонку й відразу спливають до поверхні води. Самець старанно збирає їх і вкладає до гнізда. За нерест зазвичай відкладається 600—700 ікринок, але їх кількість може досягати й 2000 штук.
Самку забирають одразу після закінчення нересту, самця ж лишають доглядати за потомством. Він постійно підбудовує гніздо та збирає ікринки докупи. Інкубаційний період триває 1-2 доби, після цього з ікринок вилуплюються личинки. Останні дуже маленькі, мають жовткові мішечки із запасом поживних речовин на 2-4 дні. По закінченні цього періоду личинки перетворюються на мальків, починають вільно плавати й самостійно харчуватися. Батько їм більше не потрібен, і його забирають з нерестовища. Рівень води слід знизити до 6-10 см і підтримувати його таким близько 1 місяця, поки у молодих рибок не сформується лабіринтовий орган (вони почнуть хапати ротом повітря).
Мальки перлинних гурамі дуже маленькі. Перші 5-6 днів їх необхідно годувати інфузоріями, потім зоопланктоном. Якщо мальків багато, необхідна слабка аерація. В акваріумі слід підтримувати ідеальну чистоту.
Перлинні гурамі можуть нереститися 3-4 рази на сезон і до 4 років зберігають здатність до розмноження.